# Phân quyền tài chính
Phân quyền tài chính là việc chính quyền trung ương chuyển giao các nhiệm vụ chi và nguồn thu ngân sách cho các cấp chính quyền địa phương.

## Khái quát
Phân quyền tài chính ở mặt chi là việc chuyển giao quyền thiết kế và sản xuất các hàng hoá công cộng từ chính quyền trung ương cho chính quyền địa phương. Song không phải hàng hoá công cộng nào cũng có thể chuyển giao, mà chỉ những hàng hoá chuẩn công cộng thôi- chẳng hạn như giáo dục, y tế. Còn các hàng hoá công cộng thuần túy như quốc phòng, ngoại giao sẽ vẫn phải do trung ương nắm giữ, và gọi là hàng hoá công cộng quốc gia.
Phân quyền tài chính ở mặt thu là trả quyền thu các sắc thuế địa phương cho địa phương. Một sắc thuế địa phương tốt cần thoả mãn các nguyên tắc của sắc thuế nói chung và các nguyên tắc riêng của thuế địa phương. Có ba nguyên tắc chung về thuế. Đó là công bằng, trung lập và đơn giản. Bốn nguyên tắc riêng của thuế địa phương bao gồm nguồn thu ổn định, phân bố đồng đều giữa các địa phương, cơ sở thuế phải bất biến, và địa phương phải có trách nhiệm tài chính.

## Tại sao phân quyền tài chính lại cần thiết
Phân quyền tài chính là cần thiết vì nếu phân quyền tài chính tốt sẽ đạt được hiệu quả cao trong quản lý tài chính ngân sách địa phương cũng như quốc gia. Có rất nhiều lý luận về phân quyền tài chính cho thấy phân quyền tài chính có thể nâng cao hiệu quả thông qua: (i) phân bổ nguồn lực tốt hơn;  và (ii) tạo ra sự cạnh tranh giữa các chính quyền địa phương. Lý luận "bỏ phiếu bằng chân" của Charles M. Tiebout chỉ ra rằng phân quyền tài chính sẽ đưa đến cạnh tranh giữa các chính quyền, nên các chính phủ địa phương buộc phải nâng cao hiệu quả hoạt động của mình.  Còn định lý phân quyền của Wallace E. Oates thì tuyên bố rằng phân quyền tài chính sẽ khiến cho phân bổ nguồn lực tốt hơn vì chính quyền địa phương có đủ thông tin hơn, do đó hiệu quả tài chính cũng được cải thiện.
Tuy nhiên, cần lưu ý rằng, những lý luận nói trên hoàn toàn mang tính chuẩn tắc. Trong thực tế, phân quyền tài chính diễn ra có thể vì nhiều lý do, trong đó lý do hay thấy nhất là các nước cần tiến hành phân quyền chính trị và phân quyền hành chính, nên kèm theo đó phải tiến hành cả phân quyền tài chính.

## Những lợi ích của phân quyền tài chính

### Tăng phúc lợi xã hội
Khi chuyển từ chế độ tập quyền tài chính sang chế độ phân quyền tài chính, tất cả các địa phương và toàn bộ nền kinh tế quốc gia đều tăng được phúc lợi kinh tế.  Lý do là chính quyền trung ương chỉ nắm được những thông tin chung về lượng cầu của dân, nên có xu hướng cung ứng các hàng hóa công cộng địa phương với số lượng giống nhau cho tất cả các địa phương, gây ra tình trạng cung ứng thừa ở địa phương này và cung ứng thiếu ở địa phương khác. Trong khi ấy, chính quyền địa phương do gần dân hơn nên nắm chính xác hơn chủng loại và lượng cầu hàng hóa công cộng địa phương ở khu vực do mình quản lý, nên sẽ cung ứng đúng và đủ.

### Cạnh tranh thành tích
Trong phạm vi quyền hạn được phân, các chính quyền địa phương sẽ cố gắng đưa ra những chính sách kinh tế tốt nhất nhằm nâng cao thành tích của mình trong con mắt người dân- những người sẽ so sánh chính quyền nơi mình sống với chính quyền nơi khác thông qua những thành tích của các chính quyền. Có thể gọi đây là cuộc cạnh tranh thành tích giữa các chính quyền địa phương.

### Nâng cao trách nhiệm tài chính
Trong chế độ tập quyền tài chính, chính quyền trung ương là người cung ứng các hàng hoá công cộng cho một địa phương nào đó và họ có thể có những lợi ích nhất định. Những lợi ích này có thể có được thông qua sử dụng sai mục đích các khoản tài chính được cấp để thực hiện các nhiệm vụ chi nói trên, hay cũng có thể là lợi ích do không phải lao tâm khổ tứ để chống thất thoát tài chính trong quá trình cung ứng hàng hoá công cộng. Lúc ấy, lượng cung ứng hàng hoá công cộng sẽ giảm do nguồn tài chính ít đi. Tuy nhiên, điều này không khiến cho chính quyền bị "kỷ luật" trong những lần bầu cử người đứng đầu chính quyền vì nếu dân địa phương nơi hàng hoá công cộng bị cung ứng ít đi không bầu cho họ thì dân địa phương nơi khác vẫn có thể bầu.
Còn trong chế độ phân quyền tài chính, hàng hoá công cộng địa phương do chính quyền địa phương cung ứng. Nếu họ thiếu trách nhiệm tài chính dẫn tới cung ứng không đủ hàng hoá công cộng, thì nhân dân của họ sẽ kỷ luật họ (không bầu cho họ) trong lần bầu cử tới. Vì thế, phân quyền tài chính sẽ nâng cao được trách nhiệm tài chính của chính quyền.

## Những cái giá của phân quyền tài chính
Trong khi có nhiều lý luận ủng hộ các nhà nước nên đẩy mạnh phân quyền tài chính vì có nhiều cái lợi như trình bày ở trên, thì lại có không ít lý luận cho rằng cần phải thận trọng khi tiến hành phân quyền tài chính vì có những tác động tài chính ngoại lai bất lợi. Phân quyền tài chính ở mặt thu có thể làm nảy sinh một số bất lợi đối với nền tài chính và ngân sách của quốc gia cũng như của địa phương, trong đó đáng chú ý nhất là vấn đề cạnh tranh thuế theo chiều ngang, cạnh tranh thuế theo chiều dọc, và xuất khẩu thuế.

### Cạnh tranh thuế theo chiều ngang
Giả định rằng môi trường kinh tế giữa các địa phương là giống nhau, chỉ có chính sách thuế là khác nhau và được hoạch định độc lập nhưng lại có tác động đến địa phương khác. Để đảm bảo đủ thu ngân sách. các chính quyền địa phương sẵn sàng đánh thuế vào các hoạt động kinh tế (các cơ sở thuế) có khả năng di chuyển qua lại giữa các địa phương. Chính ý đồ này đã dẫn các địa phương đến chỗ cạnh tranh thuế theo chiều ngang, đua nhau giảm thuế suất để thu hút các cơ sở thuế vào địa phương mình.
Một ví dụ dễ thấy nhất về cạnh tranh thuế theo chiều ngang là cạnh tranh thuế pháp nhân. Nếu tất cả các địa phương đều tham gia vào cuộc cạnh tranh không hợp tác kiểu này, thì từng địa phương sẽ chẳng những không được lợi gì vì chưa chắc đã thu hút thêm được cơ sở thuế về địa phương mình mà còn bị thiệt hại về tài chính do thuế suất giảm dẫn tới tổng nguồn thu giảm. Tài chính quốc gia cũng vì thế mà thất thu và lượng cung ứng hàng hoá công cộng sẽ ít đi.
Nếu các địa phương có cơ cấu kinh tế không giống nhau, cạnh tranh thuế có thể dẫn đến việc các hoạt động kinh tế sẽ đổ về những địa phương có thuế suất thấp chứ không phải về những địa phương có năng suất lao động cao. Điều này sẽ bóp méo chức năng phân bổ nguồn lực, làm cản trở sản xuất và phát triển kinh tế.

### Cạnh tranh thuế theo chiều dọc
Nếu như cạnh tranh thuế theo chiều ngang dẫn đến cuộc chạy đua giảm thuế suất quá mức, thì cạnh tranh thuế theo chiều dọc lại dẫn đến tình trạng cùng một cơ sở thuế lại phải chịu thuế suất quá cao.
Cạnh tranh thuế theo chiều dọc giữa trung ương và địa phương chỉ xảy ra khi có chuyện đánh thuế hai lần bởi cả trung ương lẫn địa phương vào cùng một cơ sở thuế.  Điều này gọi là "đánh thuế hai lần". Do cơ sở thuế giống như một mảnh đất công mà ai cũng có thể lợi dụng, nên các bên đều ra sức tăng thuế suất, khiến cho thuế suất thực tế mà cơ sở thuế phải chịu trở nên quá cao. Có thể gọi đây là một "bi kịch của mảnh đất công", nghĩa là bị khai thác đến kiệt quệ.

### Xuất khẩu thuế
Khi cung ứng một hàng hoá công cộng nào đó mang lại lợi ích cho dân địa phương của mình, chính quyền địa phương có thể khiến dân địa phương khác phải chịu một phần chi phí để cung ứng hàng hoá đó (tức là thuế).  Hiện tượng này gọi là xuất khẩu thuế. Những thuế có thể xuất khẩu này thường là các sắc thuế theo chủ nghĩa đánh thuế theo nguồn gốc. Khi giữa các chính quyền địa phương có thể có cạnh tranh hoàn hảo và các yếu tố sản xuất bị đánh thuế di chuyển qua lại giữa các địa phương, hiện tượng xuất khẩu thuế sẽ xảy ra.
Xuất khẩu thuế đồng nghĩa với việc người được hưởng lợi từ tiêu thụ hàng hoá công cộng và người nộp thuế để chính quyền địa phương có nguồn tài chính cho việc sản xuất hàng hoá công cộng không phải là một. Điều đó có nghĩa là có sự vi phạm nguyên tắc công bằng về thuế. Một hậu quả khác của xuất khẩu thuế là nhân dân địa phương sẽ nhận thấy mình không phải gánh chịu chi phí thuế, nên tự nhiên động cơ giám sát và kỷ luật hoạt động tài chính của chính quyền địa phương sẽ mất đi. Điều này có thể làm cho chính quyền địa phương thiếu trách nhiệm tài chính.